# 전주자림학교
전주자림학교(全州慈林學校)는 전라북도 전주시 덕진구 성덕동에 있었던 청각장애 학생을 위한 사립 특수학교이다.

## 연혁
- 1987년 3월 1일 : 개교
- 2018년 2월 28일 : 폐교[1]

## 논란
전주자림학교는 2014년, 같은 재단에 속한 다른 시설에서 원생 성폭행 사건이 발생해 논란이 되어 법인허가가 취소되었다. 이에 따라 전주자림학교도 2016년부터 신입생 모집을 중단하였고, 학생들도 다른 학교로 분산됨에 따라 결국 폐교를 하게 되었다.